# Microtopsis
Microtopsis is een geslacht van kreeftachtigen uit de klasse van de Malacostraca (hogere kreeftachtigen).

## Soort
- Microtopsis takedai Komai, Ng & Yamada, 2012